# Kalbu
Kalbu – wieś w Estonii, prowincji Rapla, w gminie Kehtna.